# Net5
Net5 est une chaîne de télévision généraliste nationale néerlandaise commerciale privée appartenant au groupe Talpa Network.
Les chaînes néerlandaises SBS6, Veronica et SBS9 appartiennent également à Talpa Network (anciennement SBS Broadcasting B.V. (en)).

## Histoire de la chaîne
Net5 est lancé le 1er mars 1999 par SBS Broadcasting Group, en tant que 2e chaîne commerciale privée aux Pays-Bas avec SBS6.

### Identité visuelle (logo)

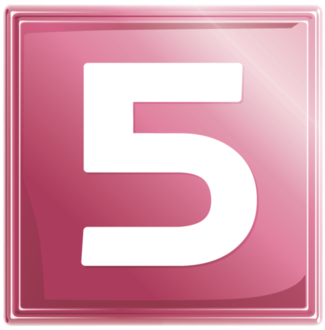
Logo de Net5 de 2007 à 2015
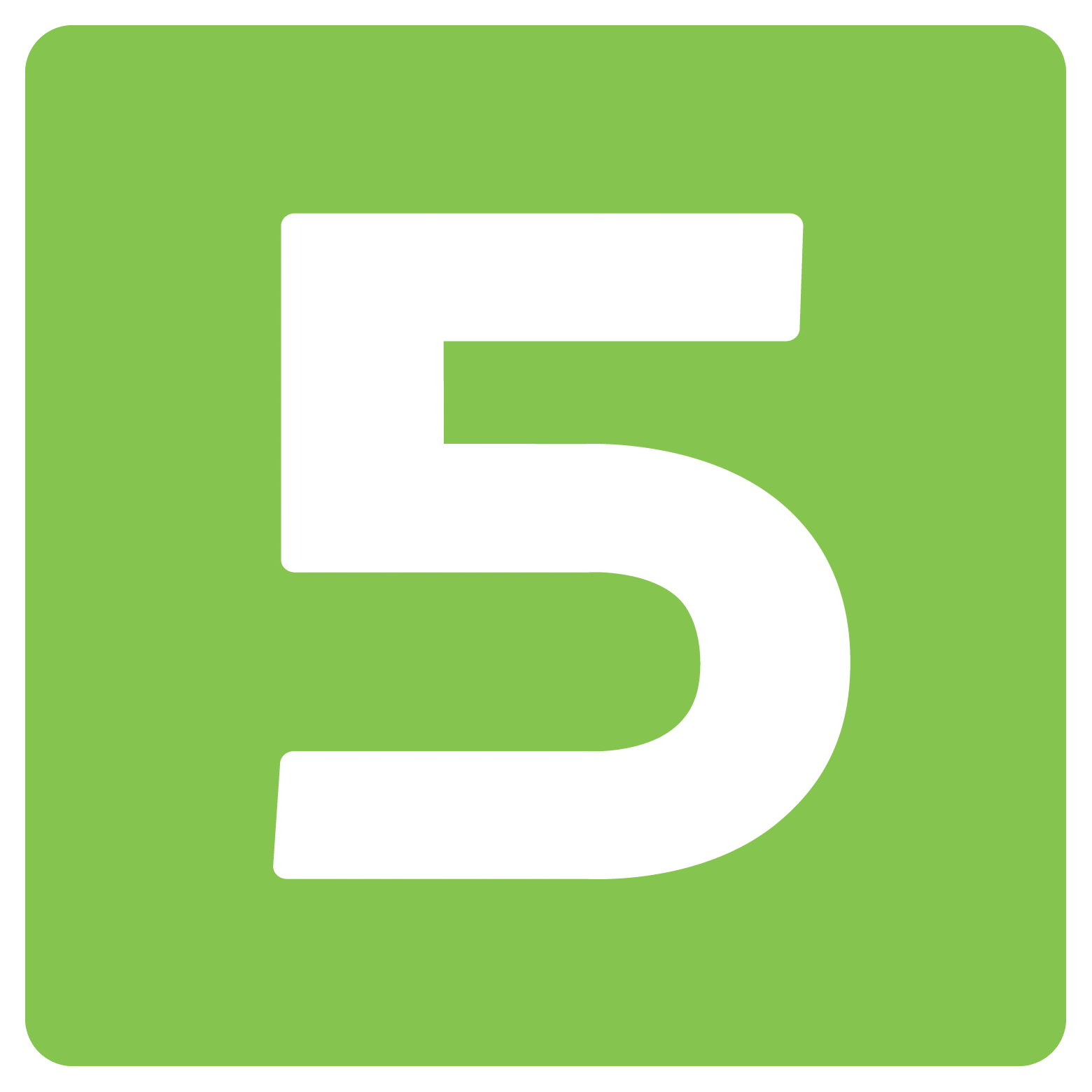
Logo de Net5 de 2015 à 2016
Logo de Net5 de 2016 à 2019
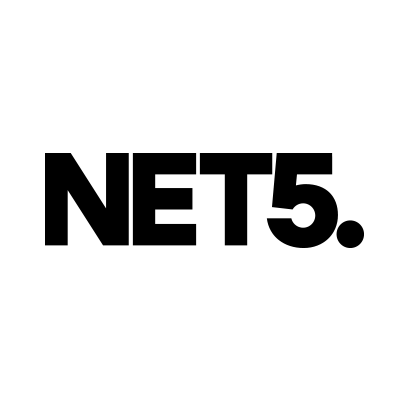
Logo de Net5 depuis 2019 à 2023
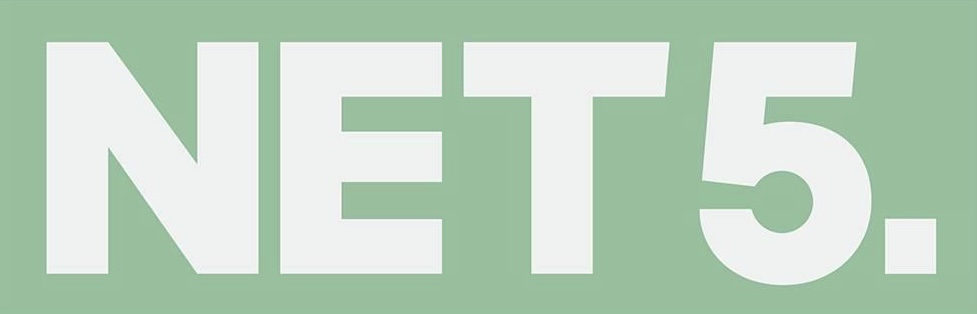
Logo de Net5 depuis 2023